# Helge (sagnkonge)
Helge er navnet på en dansk sagnkonge, der regerede i Lejre i 6. århundrede. Han var søn af Halvdan og bror til Roar og dermed en del af Skjoldungerne. Han var far til Rolf Krake. Han nævnes i Bjarkarímur, Lejrekrøniken, Gesta Danorum, Rolf Krakes Saga, Ynglingesagaen samt Beovulfkvadet.
Ifølge de nordiske sagn blev en mand ved navn Helge konge efter at have dræbt Angantyr og hans ni brødre på Samsø. Dette skete sandsynligvis år 728 og kan derfor ikke være den samme Helge.
Tilsyneladende er der en vis forbindelse mellem folkevandringer i Europa i det 5. årh. og sagnkongerne i Lejre. Flere af personerne i lejresagnenes kongerække synes at have deres baggrund i hærledere og konger fra flere af de vandrende folkeslag på det europæiske kontinent. Således er Rodulf (Rolf) konge over herulerne, mens de boede ved Donau, og Fravita (Frode) er navnet på en gotisk konge/hærfører, mens Halfdan, Roar og Helge er fordanskninger af navne på hunniske hærførere.
Almindeligvis afvises lejrekongerne som historiske personer, men der er også blevet argumenteret for, at flere af disse skikkelser rent faktisk har været konger i Danmark.